# Bembidion robusticolle
Bembidion robusticolle är en skalbaggsart som beskrevs av Hayward. Bembidion robusticolle ingår i släktet Bembidion och familjen jordlöpare. Inga underarter finns listade i Catalogue of Life.